# هنري ن. كوب
هنري ن. كوب (بالإنجليزية: Henry N. Cobb)‏ هو مهندس معماري أمريكي، ولد في 8 أبريل 1926 في بوسطن في الولايات المتحدة.

## معرض صور

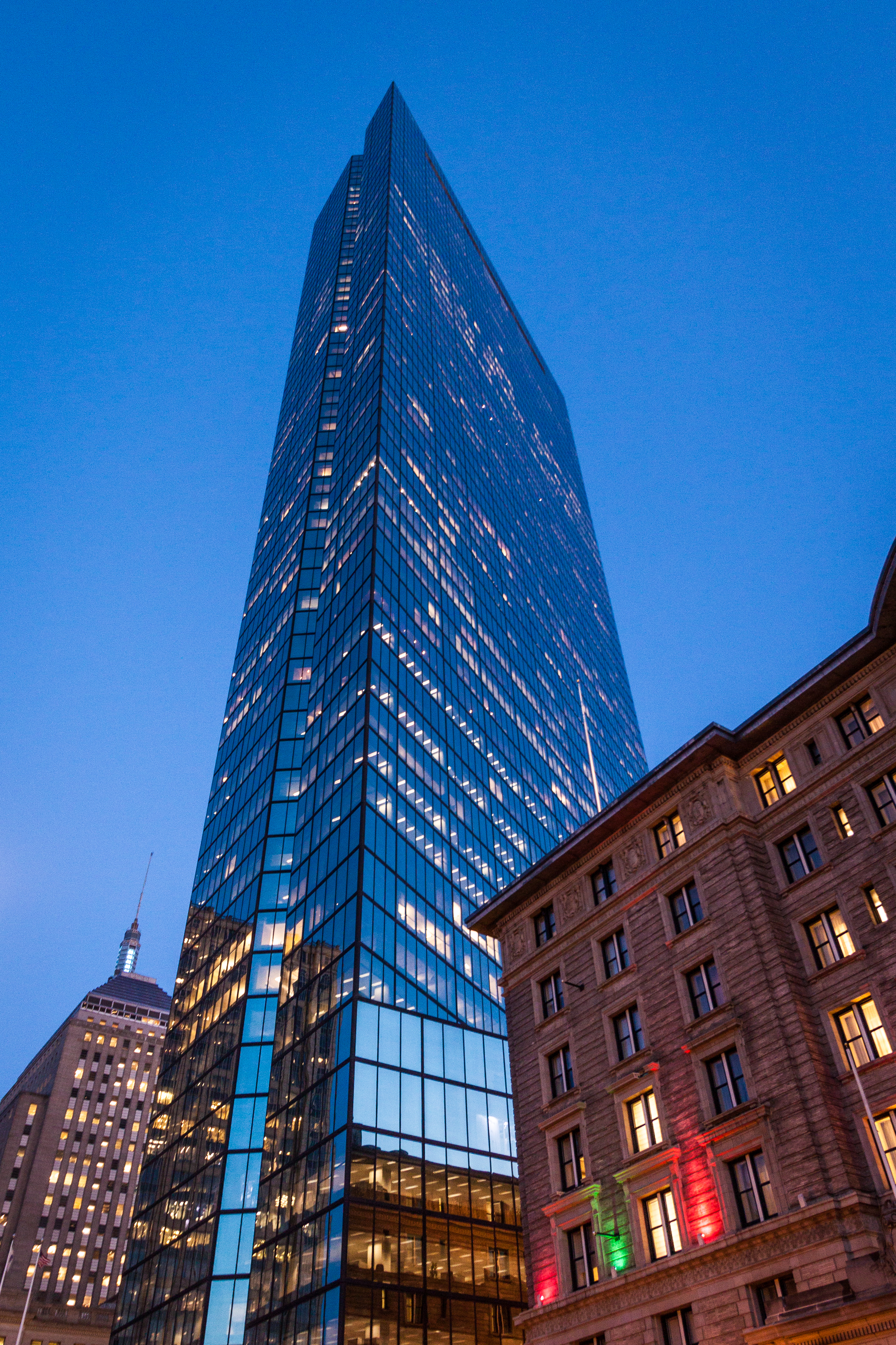
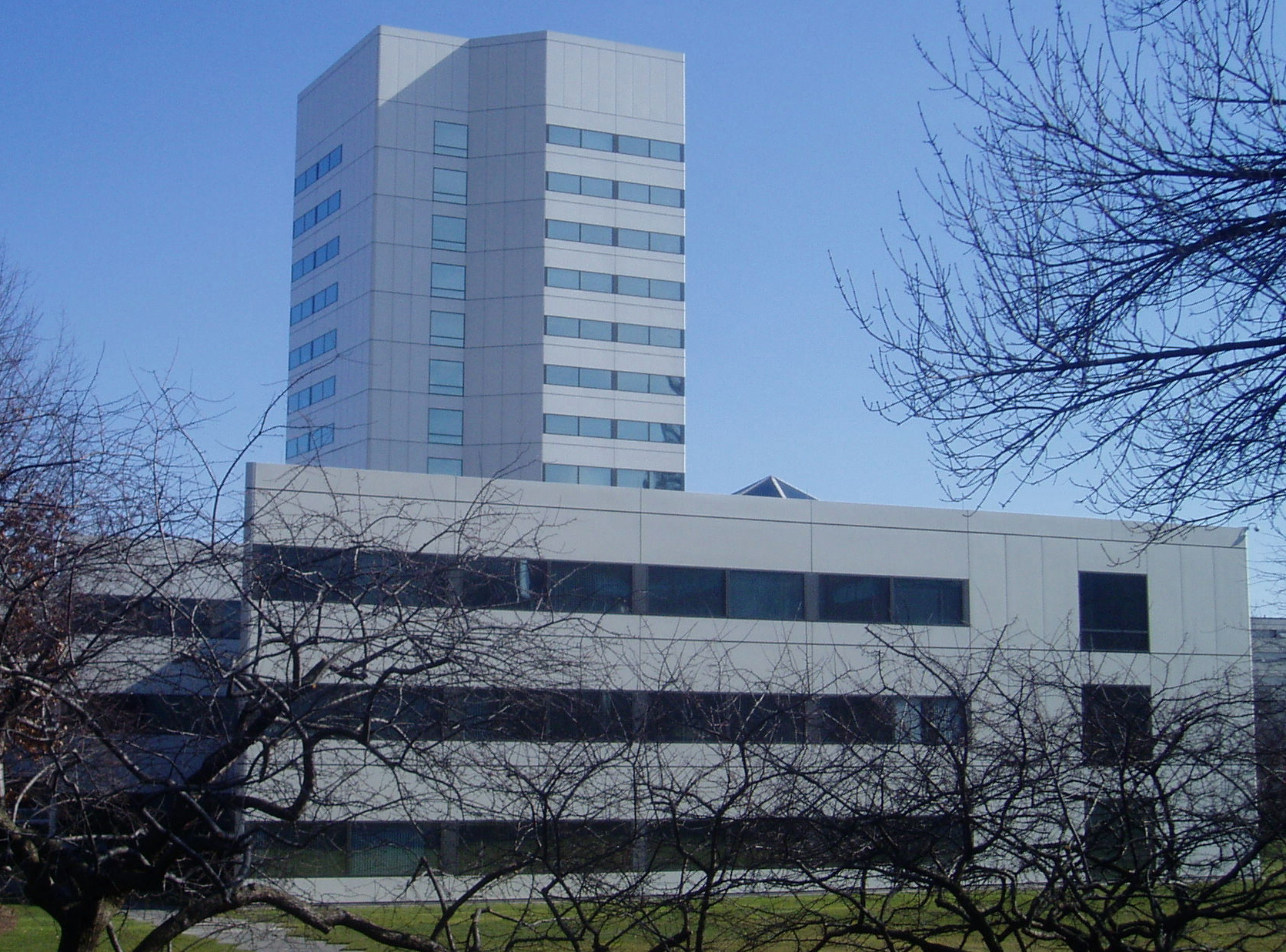
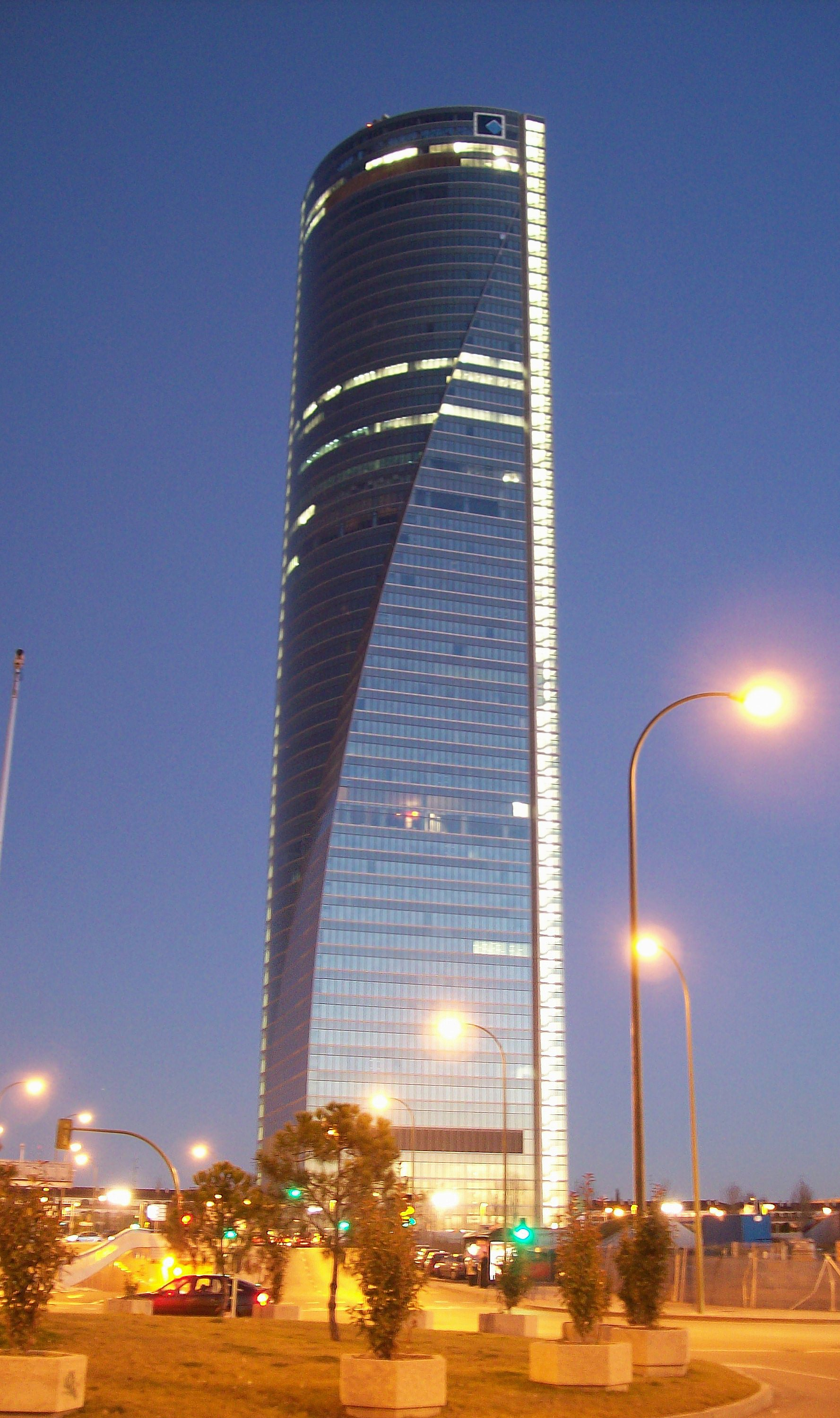